# Nematopoa longipes
Nematopoa es un género monotípico  de plantas herbáceas perteneciente a la familia de las poáceas. Su única especie: Nematopoa longipes (Stapf & C.E.Hubb.) C.E.Hubb., es originaria de Sudáfrica.

## Descripción
Son plantas perennes; vagamente cespitosas con culmos herbácea+os ; no ramificada arriba.  Las hojas no auriculadas. Láminas foliares angostas; setaceas (filiformes); Sin nervadura transversal. Lígula una franja de pelos. Plantas bisexuales, con espiguillas bisexuales; con flores hermafroditas. Las espiguillas todas por igual en la sexualidad. La inflorescencia es paniculada ; abierto (oval, oblonga) ; con ramillas capilares.

## Taxonomía
Nematopoa longipes fue descrita por (Stapf & C.E.Hubb.) C.E.Hubb. y publicado en Kew Bulletin 12: 52. 1957.
Etimología
Nematopoa: nombre genérico compuesto que deriva del griego nema = (hilo), refiriéndose a las ramas de la inflorescencia filiformes y de Poa un género de la misma familia.
longipes: epíteto latino que significa "con tallo largo".
Sinonimia
- Triraphis longipes
- Crinipes longipes[1][4][5]